# Chong Sik-yu
Chong Sik-yu 莊錫餘 é um ativista a favor da independência em Hong Kong e é um contato para o grupo Hong Konger Front. Ele apareceu como convidado num programa de rádio no dia 17 de novembro de 2004 na Fairchild Radio, em Vancouver no Canadá, debatendo questões relacionadas à independência de Hong Kong em relação à República Popular da China.